# Marché de la Vallée
Le Marché de la Vallée est un ancien marché de Paris situé rue des Grands-Augustins et quai des Grands-Augustins dans l'actuel 6e arrondissement ouvert en 1812.

## Histoire

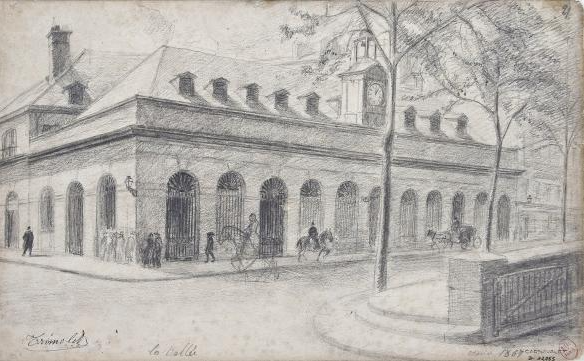
Marché de la Vallée en 1867

Le marché de la vallée est construit de 1809 à 1812 sur la plus importante des parcelles (4 000 m2) de l’ancien couvent des Grands-Augustins saisi sous la Révolution après expulsion des 45 religieux, vente d’une partie du terrain à divers acquéreurs pour édifier des bâtiments et ouverture de la rue du Pont-de-Lodi. Le marché couvert construit par l'architecte Happe à l’emplacement de l’ancienne église, d’une partie du cloître et de la salle du chapitre  remplace celui qui était établi depuis 1679 sur le quai des Grands-Augustins. Celui-ci succédait à un marché sur la place Dauphine qui avait pris le nom de marché de la vallée en référence à celui installé encore antérieurement jusqu’en 1642 dans la « Vallée de la Misère », actuel quai de la Mégisserie.
Le bâtiment comprenait 3 nefs de 62 mètres de longueur, celle donnant sur le quai affectée à la vente au détail, les autres, au centre et près de la rue du Pont-de-Lodi, au marché de gros. La façade sur le quai comprenait 11 arcades, celle sur la rue des Grands-Augustins 12.
Des maisons de la rue du Pont-de-Lodi sont ensuite expropriées pour aménager une entrée du marché sur cette rue

## La suppression
En 1866, le marché en gros émigre au pavillon 4 des nouvelles halles et le marché au détail l’année suivante.

## Après le marché
Le terrain de l’ancien marché est affecté pour 887 m2 à des écoles construites en 1874 rue du Pont-de-Lodi, aux immeubles des numéros 53 et 53 bis du quai construits en  1877, et le reste du terrain à un dépôt de la Compagnie générale des omnibus comprenant une entrée au numéro 53 ter du quai et numéro 4 de la rue des Grands-Augustins. Ce dépôt comprenait des écuries pour 90 chevaux et un garage pour 52 voitures dans la galerie centrale de l’ancien marché.
La Compagnie générale des omnibus démolit ce dépôt en 1912 et fait construire des immeubles qui deviennent le siège de la RATP de 1964 à 1996. En 1996, la RATP transfère son siège quai de la Rapée et conclut en 1997  un bail avec la société Les Citadines qui y aménage une résidence hôtelière.